# Иде то с годинама
Иде то с годинама је прва песма на албуму Исток, север, југ и запад српске певачице Индире Радић.

## О песми
Песму Иде то с годинама је написала Марина Туцаковић 2011, за тада најновији Индирин албум. Будући да је Радићева одлучила да на албуму буду само дуети и да ће се звати Индира и пријатељи, она је песму поклонила Цеци Ражнатовић која је била заинтересована да је сними. Ражнатовићева је пак касније објавила да ће целокупан концепт њеног последњег албума Љубав живи бити промењен, као и да се Индирина песма више не уклапа у њега, те је песму вратила певачици. Ова се у међувремену предомислила у вези са концептом властитог албума и одлучила да на њему, поред дуета, буду и соло песме. Одабрала је нови назив – Исток, север, југ и запад, и снимила Иде то с годинама.
Индира је песму промовисала 22. новембра 2011. у емисији Пеја Show на телевизији ДМ.